# Эйнгорн, Вячеслав Семёнович
Вячеслав Семёнович Эйнгорн (род. 23 ноября 1956 года, Одесса) — украинский, ранее советский, шахматист, гроссмейстер (1986). Математик, окончил Одесский государственный университет.
Успешно выступал во Всесоюзных турнирах молодых мастеров: 1979 — 2-3-е; 1980 — 3-е; 1981 — 3-4-е места.
Участник чемпионатов СССР (1984—1991), лучшие результаты: 1984 — 3-е, 1986 — 2-7-е, 1987 (одновременно зональный турнир ФИДЕ) — 3-4-е, 1989 — 2-5-e места. Межзональный турнир: Загреб (1987) — 8-11-е место. Победитель и призёр ряда других международных соревнований: Львов (1984) — 3-4-е; Поляница-Здруй (1984) — 4-е; Москва (1985 и 1986) — 2-е и 1-2-е; Сочи (1985) — 2-4-е; Бор (1985 и 1986) — 1-2-е и 1-3-е; Каппель-да-Гранд (1986) — 1-3-е (104 участника); Белград (1986) — 1-2-е места (136 участников).

## Изменения рейтинга
| Графики недоступны из-за технических проблем. См. информацию на Фабрикаторе и на mediawiki.org. |